# Херля, Николае
Николае Херля (рум. Nicolae Herlea, 28 августа 1927, Бухарест, Социалистическая Республика Румыния — 24 февраля 2014, Франкфурт, Германия) — румынский оперный певец (лирико-драматический баритон). Народный артист СРР (1962). Считался одним из красивейших баритонов своего времени, для румынских любителей оперы был таким же символом, как Карузо для итальянцев и Шаляпин для россиян. Херля известен преимущественно исполнением итальянского оперного репертуара, его лучшей ролью считается Фигаро в опере Дж. Россини «Севильский цирюльник».

## Биография
Николае Херля родился 28 августа 1927 года в Бухаресте. В 1951 году окончил Бухарестскую консерваторию по классу Аврелиуса Костеску-Дука. Принимал участие в специализированных курсах в Академии «Санта-Чечилия» в Риме под руководством Джорджо Фаваретто. Дебютировал в 1951 году в Румынском театре оперы и балета в партии Сильвио («Паяцы» Р. Леонкавалло). Стал победителем международных вокальных конкурсов в Праге (1954), Женеве (1955), Вервье (Бельгия, 1957).
Обширная международная карьера певца началась с 1958 года. Херля пел на сценах «Ла Скала» (Милан, дебют 1963), «Ковент-Гарден» (Лондон, дебют 1961), «Гранд-Опера» (Париж), Венской оперы, «Метрополитен-опера» (Нью-Йорк, 1964—1967) и других крупнейших оперных театров, был участником Зальцбургского фестиваля (1965). Выступал с сольными камерными концертами. В СССР впервые гастролировал в 1955 году (Большой театр). После окончания певческой карьеры вёл мастер-классы в Бухарестской консерватории. Херля был председателем жюри международного вокального конкурса имени Хариклеи Даркле. Народный артист Румынии (1962), лауреат государственной премии СРР (1964). Лауреат международных конкурсов в Праге (1954), Женеве (1955) Вервье (Бельгия, 1957).
Николай Херля женился в 1969 году, его супруга Симона — врач-гинеколог. Старший сын Роберт Николае учился игре на фортепиано, младший Филип Антон — юрист. В 1983 году Симоне предложили работу в Германии, и семья обосновалась там. Последние годы Херля жил с женой и детьми во Франкфурте.
Голос Николае Херли характеризуют как мощный, яркий по всему диапазону, отличающийся богатством красок и очень выразительным тембром, манера пения — как «эталонное чистое бельканто». Среди наиболее значительных партий: Фигаро («Севильский цирюльник» Дж. Россини), Риголетто («Риголетто» Дж. Верди), Маркиз Поза («Дон Карлос» Дж. Верди), Эскамильо («Кармен» Ж. Бизе), Скарпиа («Тоска» Дж. Пуччини), граф Ди Луна («Трубадур» Дж. Верди).